# 수산초등학교 (제주)
수산초등학교는 대한민국 제주특별자치도 서귀포시 성산읍 수산리에 위치한 공립 초등학교이다. 1946년에 개교하였다.

## 학교 연혁
- 1946년 12월 1일 수산공립국민학교 개교(설립인가 11월 15일)
- 1950년 6월 1일 수산국민학교로 교명 변경
- 1975년 9월 23일 급식소 신축
- 1981년 3월 10일 병설유치원 개원
- 1990년 2월 1일 특별교실 신축(101m²)
- 1996년 3월 1일 수산초등학교로 교명 개칭
- 2000년 2월 22일 교실 대수선공사(7개교실)
- 2001년 10월 18일 2개 교실 증축
- 2003년 6월 14일 우천도로 확장 포장
- 2004년 2월 2일 화장실 개축
- 2004년 8월 26일 교실 냉.난방 시설 공사
- 2007년 2월 7일 수산진성도서관 리모델링 개관
- 2007년 8월 1일 과학실 현대화 사업
- 2009년 2월 4일 야외학습장 및 운동시설 설치(총 5좀 8점)
- 2009년 2월 15일 다목적실, 어학실, 유치원 수면실, 자료실 증축
- 2009년 8월 31일 운동장 배수로 공사 및 교실 1실 증축
- 2013년 10월 31일 장애인 편의시설(엘리베이터, 경사로, 점자블럭) 설치
- 2014년 2월 28일 급식실 현대화 사업 완료, 학교 모든 건물 외부도색 완료, 음악실 리모델링
- 2016년 1월 31일 돌봄교실 리모델링
- 2016년 2월 29일 교실 대수선 및 도서관, 교장실(2층) 개축
- 2016년 6월 21일 급실실 통로 비가림막 설치
- 2018년 3월 1일 제30대 강인자 교장 부임
- 2018년 9월 23일 문서고 증축 및 본관 지붕개선 공사
- 2019년 2월 28일 1층 복도 및 계단 수선공사
- 2019년 8월 24일 유치원 이중창 및 외벽 리모델링
- 2019년 11월 12일 학교 주차장 조성
- 2020년 1월 13일 제70회 졸업 15명(총 졸업생 2,205명)
- 2020년 3월 2일 신입생 남 2명, 여 4명 총 6명 입학

## 수산진성
수산성의 위치는 현재의 수산초등학교이며, 성 자체가 학교 울타리로 사용되고 있다. 2005년 10월 5일 제주특별자치도의 기념물 제62호로 지정되었다.

## 참고 자료
- 수산초등학교 - 한국교육학술정보원 학교알리미